# Amphiperatherium
L'anfiperaterio (gen. Amphiperatherium) è un mammifero estinto, appartenente ai marsupiali. Visse tra l'Eocene inferiore e il Miocene medio (circa 50 – 15 milioni di anni fa) e i suoi resti fossili sono stati ritrovati in Europa. È l'ultimo marsupiale vissuto in Europa.

## Descrizione
Molto simile agli odierni opossum, con i quali era imparentato alla lontana, questo animale possedeva un corpo lungo circa 15 centimetri e una coda di circa 17 centimetri. Le dimensioni corporee erano relativamente più grandi di altri animali simili a opossum apparsi milioni di anni prima, come Peradectes, ma la coda era proporzionalmente più corta.

## Classificazione
Amphiperatherium fa parte di una radiazione evolutiva di marsupiali simili a opossum, noti come erpetoteridi (Herpetotheriidae), tipici del Terziario inferiore di Europa, Asia e Nordamerica, attualmente considerati i più primitivi di tutti i marsupiali. Amphiperatherium è stato non solo l'ultimo erpetoteride noto, ma anche l'ultimo marsupiale vissuto in Europa, estintosi solo nel Miocene medio (circa 15 milioni di anni fa). L'estinzione di questo animale coincise con un raffreddamento generale del clima della regione europea, che evidentemente fu fatale per i marsupiali erpetoteridi, abituati a climi più miti.
I fossili di questo animale sono stati descritti per la prima volta da Filhol nel 1879 e sono stati ritrovati dapprima in Francia, ma in seguito sono stati rinvenuti in numerose località europee (Spagna, Germania, Belgio, Repubblica Ceca, Inghilterra) in un arco temporale che abbraccia circa 35 milioni di anni, dall'Eocene inferiore al Miocene inoltrato. Amphiperatherium deve essere stato quindi un animale di grande successo evolutivo, piuttosto conservativo visto che non ha subito modificazioni per così tanti milioni di anni. Tra le specie più note si ricordano Amphiperatherium bourdellense, A. exile, A. fontense, A. minutum e A. frequens, l'ultima a scomparire nel Miocene medio. Altri erpetoteridi ben conosciuti sono l'europeo Peratherium e l'americano Herpetotherium.

## Paleoecologia
Le caratteristiche morfologiche di Amphiperatherium indicano che questo animale, al contrario di generi simili ma più piccoli come Peradectes, passava gran parte del suo tempo sul terreno, come gli odierni opossum. In ogni caso, altre caratteristiche dello scheletro (come la coda prensile), indicano che era un animale parzialmente arboricolo che si nutriva di una varietà di alimenti, inclusi piccoli animali e vegetali.